# Hurtova Lhota
Hurtova Lhota (deutsch Hurt Lhota) ist eine Gemeinde in Tschechien. Sie liegt fünf Kilometer westlich des Stadtzentrums von Havlíčkův Brod und gehört zum Okres Havlíčkův Brod.

## Geographie

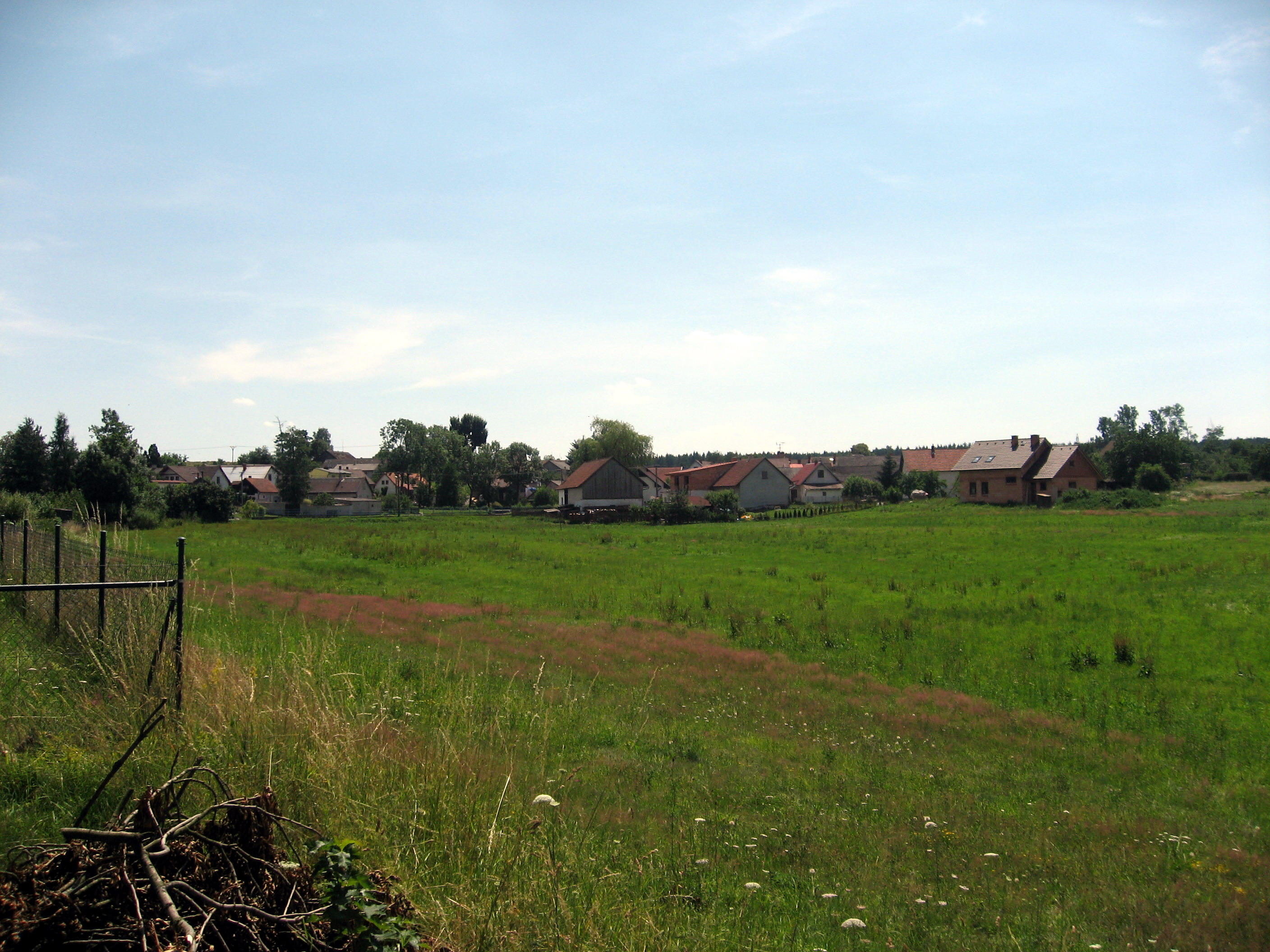
Blick auf das Dorf

Hurtova Lhota befindet sich am Bach Lhotský potok in der Hornosázavská pahorkatina (Hügelland an der oberen Sázava). Nordöstlich erhebt sich der Veselický kopec (465 m n.m.), im Nordwesten der Vadínský kopec (470 m n.m.). Östlich liegt das Tal des Úsobský potok.
Nachbarorte sind U Malátů und Klanečná im Norden, Veselice, Poděbaby und Dolní Papšíkov im Nordwesten, Dolík, Občiny und Ve Vršku im Osten, U Chrasti, Červený Dvorek, Šmolovy und Michalovice im Südosten, Na Horkách, Kvasetice und Svitálka im Süden, Bezděkov und Hlavňov im Südwesten, U Bártíků, Bratroňov und Krásná Hora im Westen sowie Březinka und Vadín im Nordwesten.

## Geschichte
Das Dorf wurde vermutlich während des slawischen Landesausbaus in der zweiten Hälfte des 13. Jahrhunderts oder im 14. Jahrhundert nach dem Lhotensystem gegründet. Die erste urkundliche Erwähnung von Lhota erfolgte im Jahre 1436, als König Sigismund die Burg Lipnice für treue Dienste erblich an Nikolaus Trčka von Lípa überschrieb. Später verlegten die Herren Trčka von Lípa den Sitz der Herrschaft nach Světlá. Im 16. Jahrhundert wurde das Dorf Karpíškova Lhota genannt. Im Jahre 1633 wurde das Gut Věž von Světlá abgetrennt und mit dem Gut Okrouhlice verbunden; zu dieser Zeit wurde das zum Gut Věž gehörige Dorf als Olešná Lhota  bezeichnet. Nach der Ermordung von Adam Erdmann Trčka von Lípa konfiszierte Kaiser Ferdinand II. am 29. März 1634 dessen Güter und die seines Vaters Jan Rudolf Trčka von Lípa, deren Schätzwert zusammen bei 4.000.000 Gulden lag; das Konfiskationspatent wurde im Mai 1636 durch den Reichshofrat in Wien bestätigt. Philipp Adam zu Solms-Lich, der 1637 das Gut Okrouhlice erworben hatte, verkaufte die Güter Květinov und Věž 1640 wegen hoher Schulden. Danach gehörte Olešná Lhota zunächst zum Gut Friedenau und wurde dann wieder dem Gut Věž zugeschlagen. Seit dem 18. Jahrhundert wurde das Dorf Lhotka genannt.
Im Jahre 1840 bestand das im Caslauer Kreis gelegene Dorf Lhotka bzw. Lhota aus 35 Häusern, in denen 207 Personen, darunter zwei jüdische Familien, lebten. Im Ort gab es eine herrschaftliche Branntweinbrennerei. Pfarrort war Krasnahora. Bis zur Mitte des 19. Jahrhunderts blieb Lhotka dem Gut Wiež untertänig.
Nach der Aufhebung der Patrimonialherrschaften bildete Lhota ab 1849 eine Gemeinde im Gerichtsbezirk Deutschbrod. Ab 1868 gehörte die Gemeinde zum Bezirk Deutschbrod. 1869 hatte Lhota 270 Einwohner und bestand aus 39 Häusern. Im Jahre 1900 lebten in Lhota 273 Menschen, 1910 waren es 272. Zum Ende des 19. Jahrhunderts entstand der Name Hurtova Lhota, den die Gemeinde seit 1924 als amtlichen Ortsnamen führt. 1930 hatte Hurtova Lhota 259 Einwohner und bestand aus 47 Häusern. 1961 erfolgte die Eingemeindung nach Poděbaby und am 30. April 1976 nach Havlíčkův Brod. Am 1. Januar 1993 löste sich Hurtova Lhota nach einem Referendum wieder von Havlíčkův Brod los. Beim Zensus von 2001 lebten in den 71 Häusern der Gemeinde 223 Personen.

## Sehenswürdigkeiten

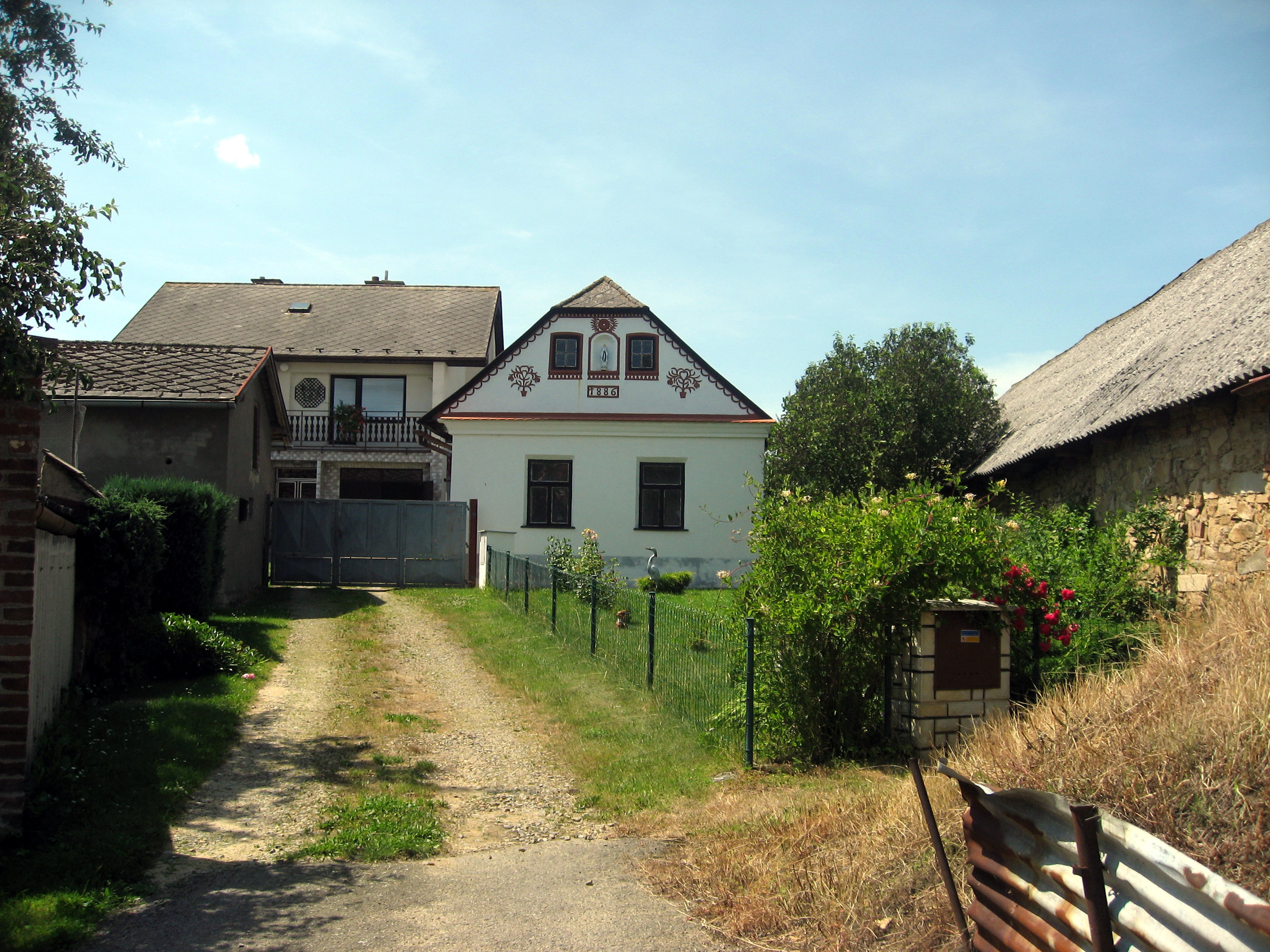
Haus „U Kučírků“

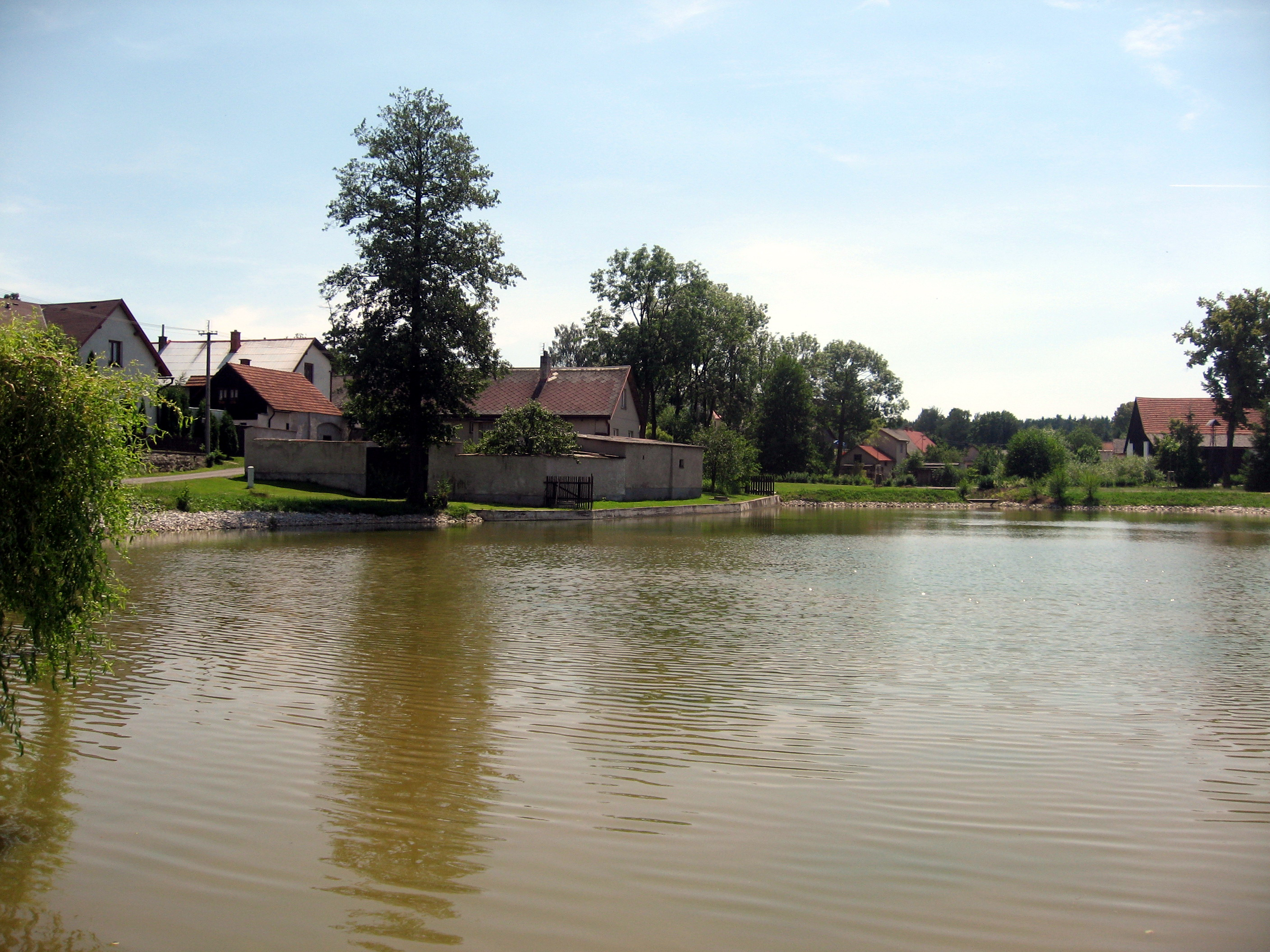
Dorfteich

- eiserner Glockenbaum auf dem Dorfplatz
- Gedenkstein für die Opfer beider Weltkriege
- Flurkreuz am Weg östlich des Dorfes
- Haus „U Kučírků“ (Nr. 39), das 1886 errichtete steinerne Haus mit einem von der Volkskünstlerfamilie Zábran typisch verzierten Giebel ist als Kulturdenkmal geschützt.[4]